# Lista de pinturas de António Manuel da Fonseca

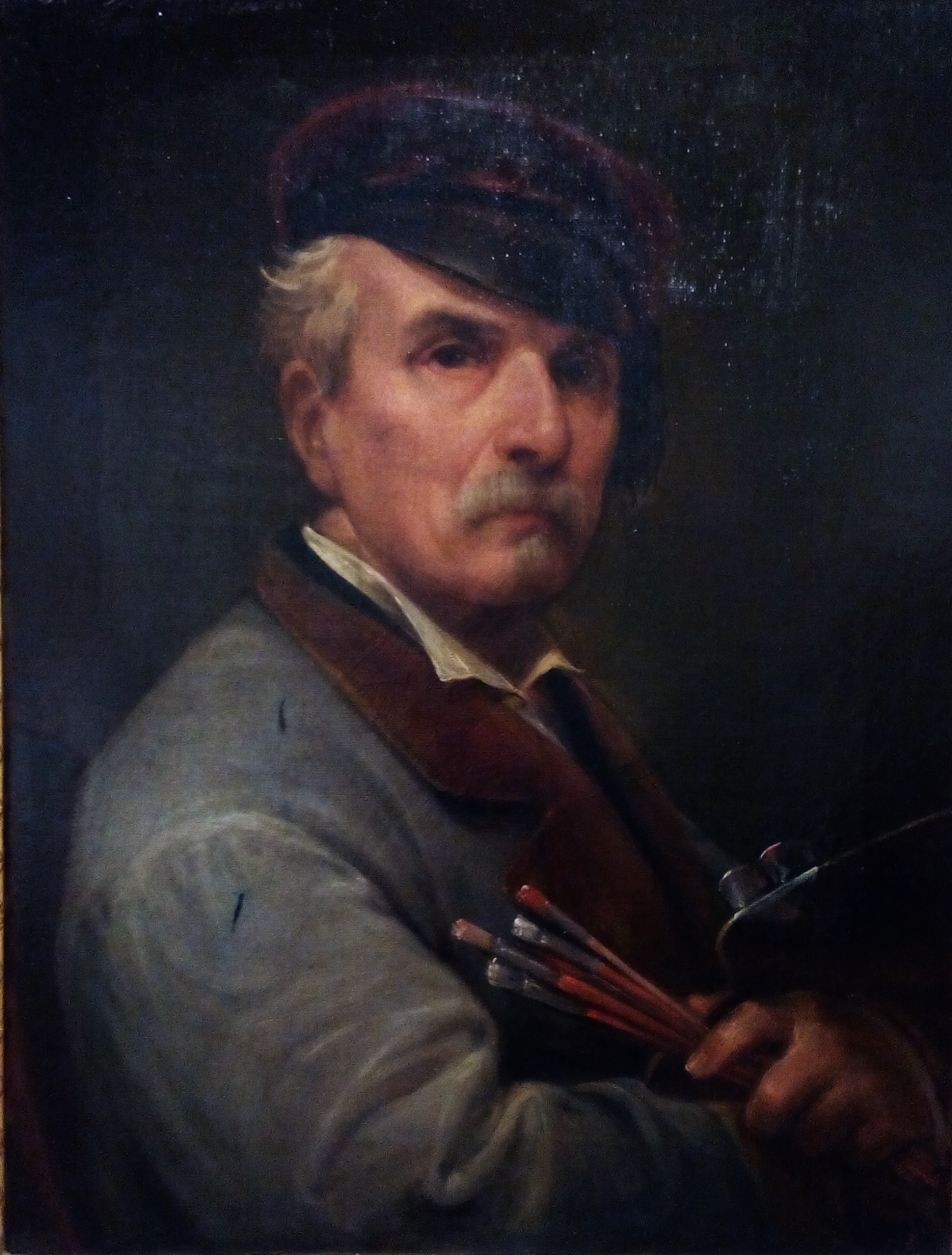
Autorretrato (1881) de António Manuel da Fonseca

Esta é uma lista de pinturas de António Manuel da Fonseca, lista não exaustiva das pinturas deste pintor, mas tão só das que como tal se encontram registadas na Wikidata.
A lista está ordenada pela data da publicação de cada pintura. Como nas outras listas geradas a partir da Wikidata, os dados cuja designação se encontra em itálico apenas têm ficha na Wikidata, não tendo ainda artigo próprio criado na Wikipédia.
António Manuel da Fonseca (1796-1890) é um pintor de referência no panorama da pintura neoclássica portuguesa representativa do Academismo Romano, sendo dominantes nos temas tratados as cenas históricas, religiosas e mitológicas.
| Imagem | Título                                                         | Data           | Retrata                                                      | Coleção                                         | Descrito em |
| ------ | -------------------------------------------------------------- | -------------- | ------------------------------------------------------------ | ----------------------------------------------- | ----------- |
|        | Autorretrato de António Manuel da Fonseca vestido como romano  | 1822           |                                                              | Palácio do Barão de Quintela e Conde de Farrobo |             |
|        | Retrato do arquitecto João Baptista Hilbrath, vestido à Romana | 1822           |                                                              | Palácio do Barão de Quintela e Conde de Farrobo |             |
|        | Autorretrato de António Manuel de Fonseca                      | 1828           | António Manuel da Fonseca                                    | Museu Nacional de Arte Antiga                   |             |
|        | Retrato de Amaro Guedes Pinto                                  | 1832           |                                                              | Ministério das Relações Exteriores do Brasil    |             |
|        | Vasco da Gama                                                  | 1838           | Vasco da Gama                                                | National Maritime Museum                        |             |
|        | Vasco da Gama, c.1460-1524                                     | 1838           | Vasco da Gama blindagem espada                               | Museus Reais de Greenwich                       |             |
|        | Retrato da Rainha D. Maria II de Portugal                      | 1843           | Maria II de Portugal                                         | Palácio de São Bento                            |             |
|        | Visitação                                                      | 1850           | Visitação                                                    | Igreja de São João Batista (Tomar)              |             |
|        | Eneias Salvando seu Pai Anquises do Incêndio de Tróia          | 1855           | Eneias Anchises                                              | Palácio Nacional de Mafra                       |             |
|        | Ratificação do Casamento do Rei D. Luís e D. Maria Pia         | 1864           |                                                              | Palácio Nacional da Ajuda                       |             |
|        | Sagrada Família                                                | 1873           | Sagrada Família                                              | No/unknown value                                |             |
|        | A Sagrada Família e Santos                                     | 1874           | Sagrada Família Santa Rita de Cássia Santo António de Lisboa | No/unknown value                                |             |
|        | Auto-retrato com a esposa                                      | década de 1880 | António Manuel da Fonseca                                    | No/unknown value                                |             |
|        | Auto-retrato                                                   | 1881           |                                                              | Academia Nacional de Belas-Artes                |             |
|        | Retrato de Passos Manuel                                       | 1886           | Manuel da Silva Passos                                       | Academia Nacional de Belas-Artes                |             |
|        | Erato                                                          | século XIX     | Maria II de Portugal Fernando II de Portugal mulher          | Museu Nacional Grão Vasco                       |             |
|        | Glória de São Nicolau                                          | século XIX     | Nicolau de Mira                                              | Igreja de São Nicolau                           |             |
|        | Imagem de Santa                                                | século XIX     |                                                              | No/unknown value                                |             |
|        | Nossa Senhora da Conceição                                     | século XIX     |                                                              | Igreja de Nossa Senhora da Conceição            |             |
|        | Retrato do arquitecto Giuseppe Cinatti com a família           | século XIX     | Giuseppe Cinatti                                             |                                                 |             |
|        | Retrato de D. Pedro V                                          | século XIX     | Pedro V de Portugal                                          |                                                 |             |

∑ 21 items.